# Pohlia marchica
Pohlia marchica är en bladmossart som beskrevs av Osterald in Warnstorf 1905. Pohlia marchica ingår i släktet nickmossor, och familjen Bryaceae. Inga underarter finns listade i Catalogue of Life.